# Де-Вал
Де-Вал (нід. De Waal) — село в нідерландській провінції Північна Голландія. Входить до муніципалітету Тесел.
Його площа — 0,35 км², а населення станом на 2021 рік становило 210 осіб.
Перша згадка про населений пункт датується 1295 роком. Згідно з народними переказами, Соммельтеї живуть неподалік від Де Ваала, на острові Соммельтесберг.

## Галерея

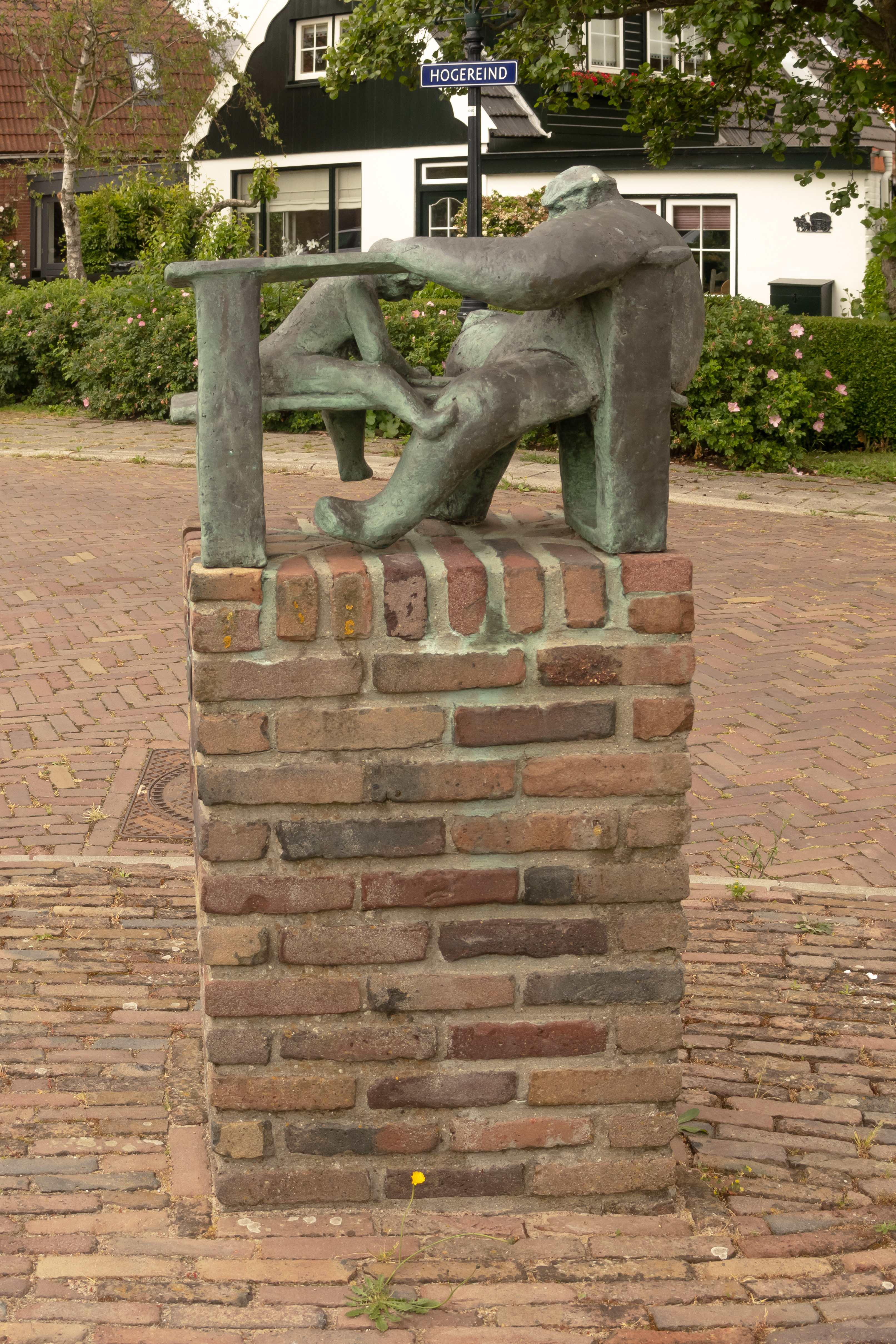
Скульптура «Гра»
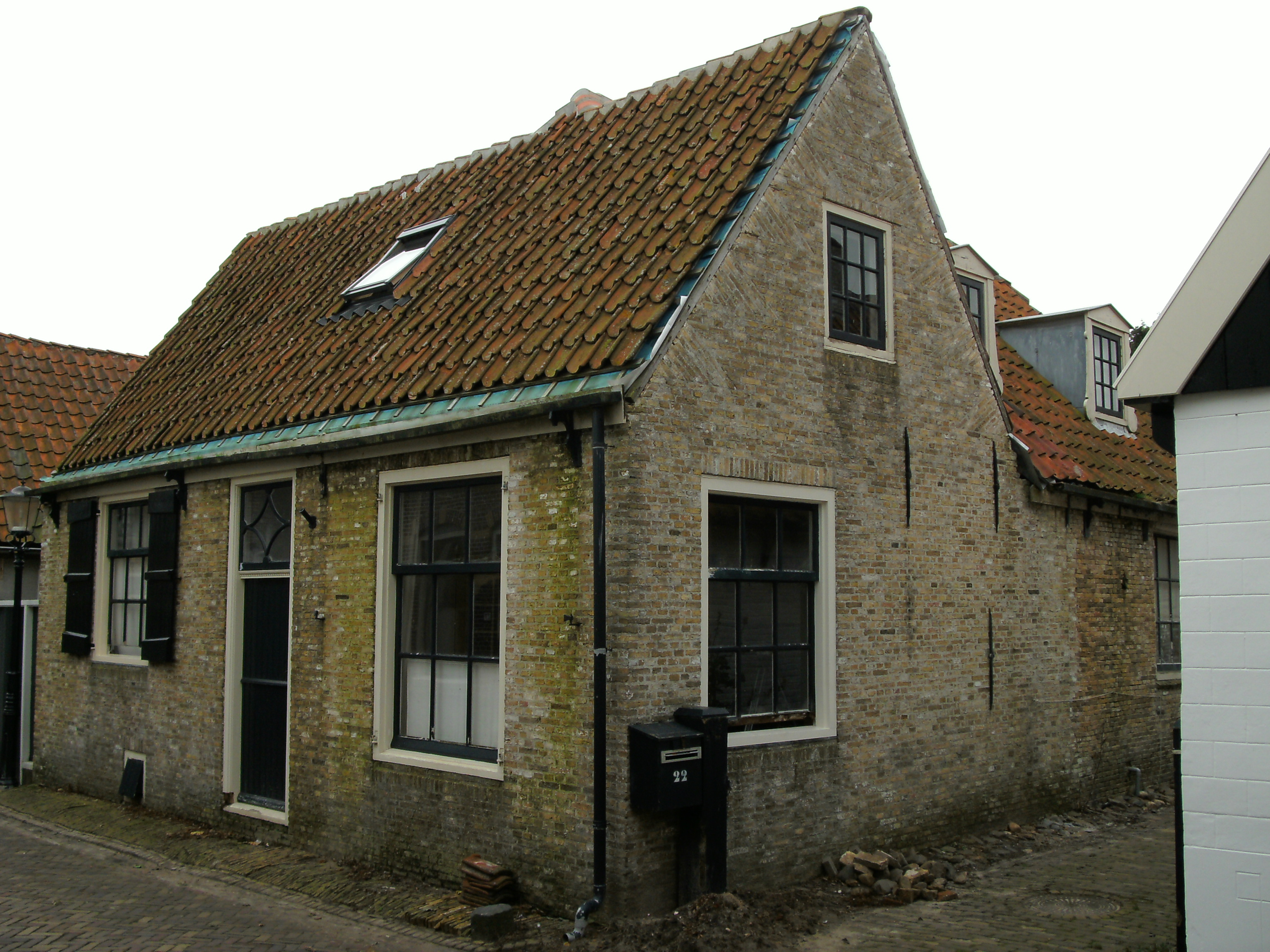
Будинок у селі
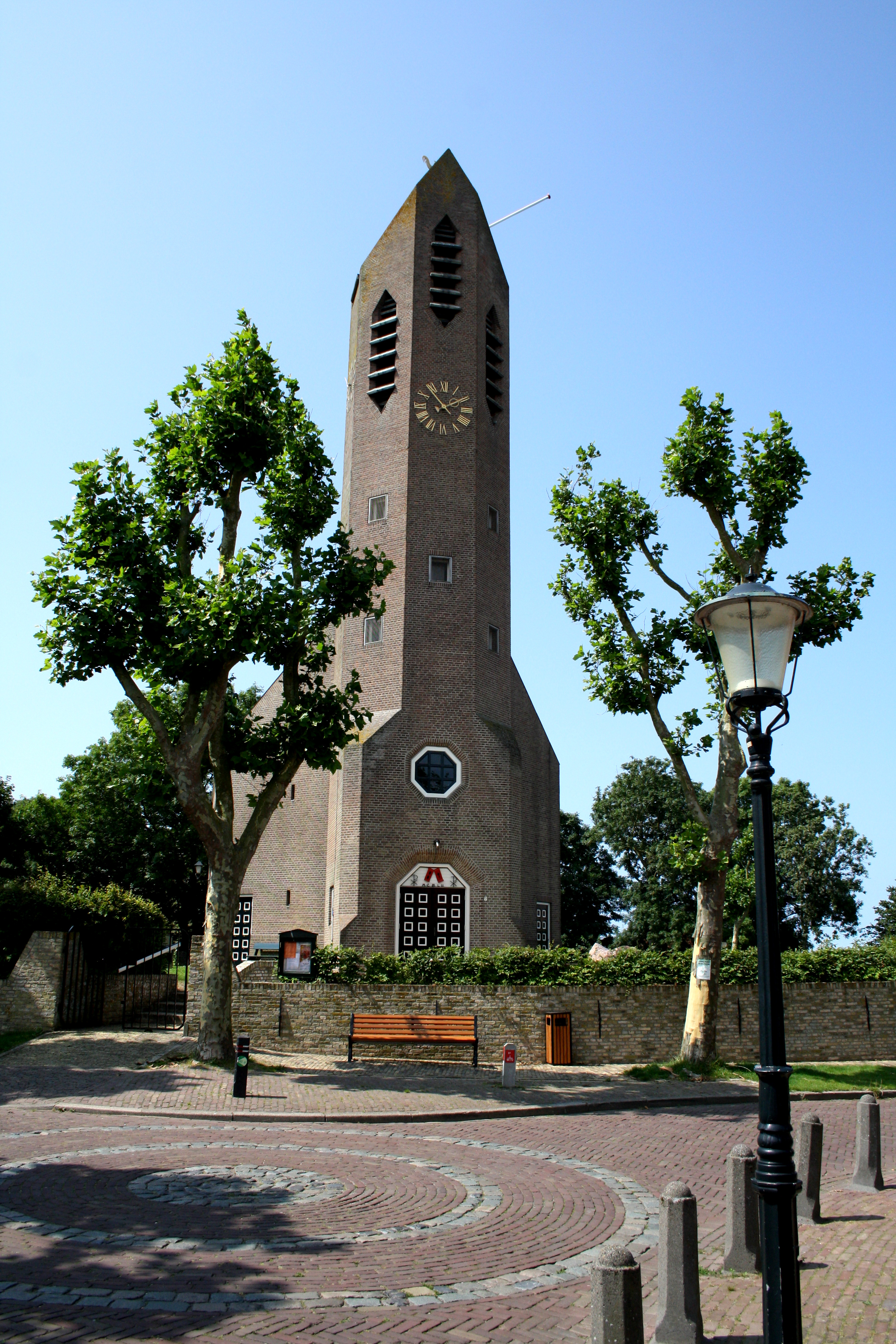
Реформістська церква
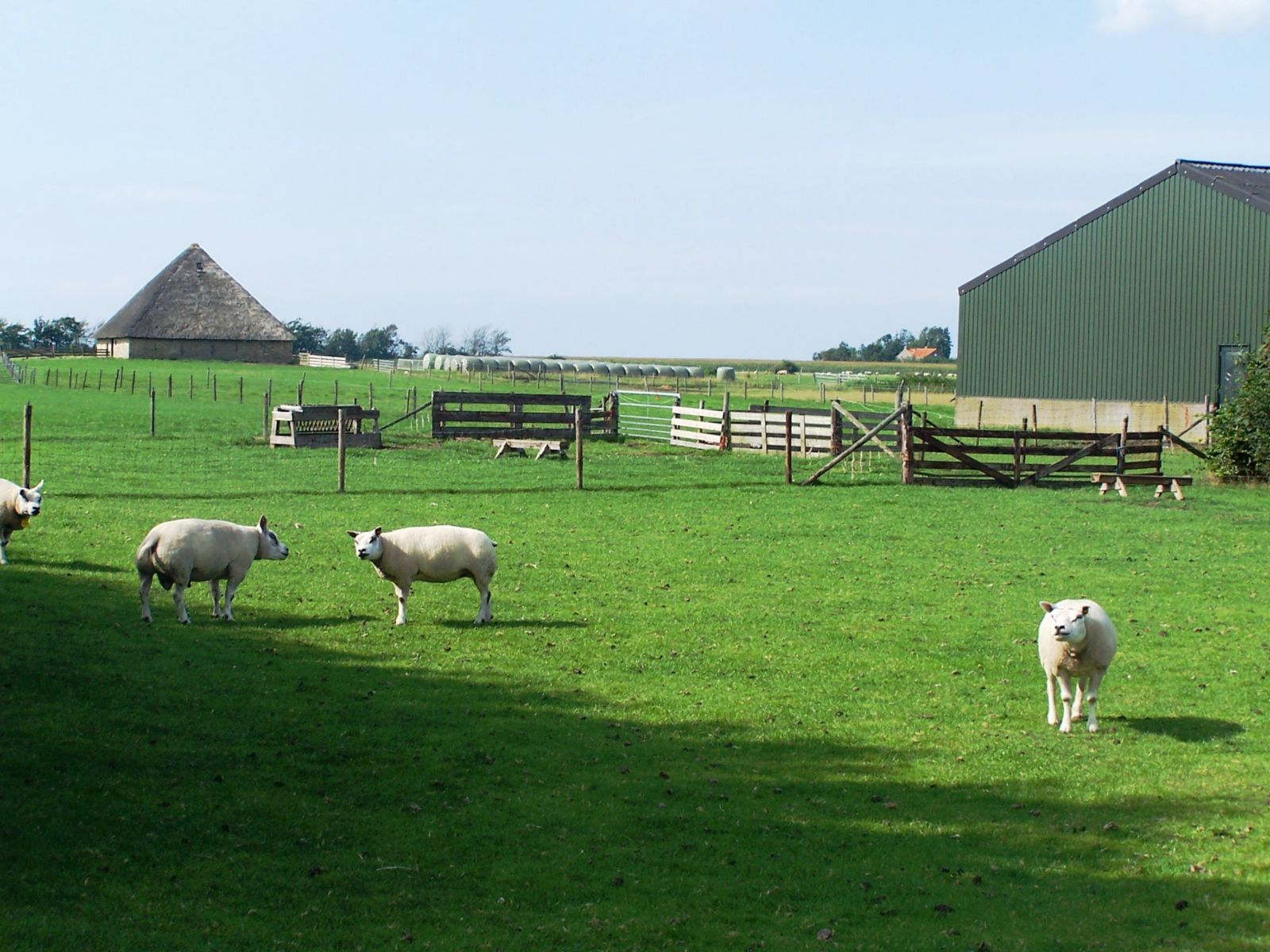
Угіддя біля Де-Вала